# Se voir tel qu'on est
Se voir tel qu'on est est un livre du dalaï-lama, traduit en anglais depuis le tibétain par Jeffrey Hopkins, qui le mit en forme et en composa l'avant-propos. Il a été traduit en français depuis l'anglais par Alain Wang. L'ouvrage a également été traduit en chinois, danois, espagnol, polonais et tamoul,.
Le succès de l'ouvrage, publié en 2006, démontre la continuité de la popularité du dalaï-lama après L'Art du bonheur, publié en 1998, qui a figuré sur la liste des meilleures ventes du New York Times pendant plusieurs semaines.

## Résumé

### Thème général
Le livre est basé sur une idée fondamentale du bouddhisme selon laquelle l'amour et la vue profonde sont les deux ailes d'un oiseau permettant d'atteindre l'éveil .
Il est centré sur la connaissance de soi, qui est un élément essentiel du développement personnel et la source de relations plus harmonieuses avec les autres. La méconnaissance de soi y est vue comme étant à l'origine de visions erronées et exagérées du moi, mais aussi d'autrui, des phénomènes ou des objets. D'une part, nous sommes trompés que nous sommes par nos sens;  d'autre part, notre attachement et nos actes négatifs aux conséquences funestes empoisonnent notre esprit. Se voir tel qu'on est apporte des solutions pour échapper à ces erreurs et vivre une interdépendance de qualité avec autrui.

### Structure et Méthode
Le livre comporte vingt-trois chapitres répartis en six parties. Chacun d'eux est accompagné de « réflexions méditatives » et d'autres exercices.
Le corps de l'ouvrage est précédé par une introduction dans laquelle le dalaï-lama exprime, puis développe, quatre « convictions personnelles » : 

« 1. La sollicitude universelle est indispensable pour résoudre les problèmes mondiaux dans leur globalité.
2. L'amour et la compassion sont les deux piliers de la paix mondiale.
3. L'ensemble des religions mondiales et les mouvements humanitaires agissent pour la paix.
4. Tout individu doit intervenir auprès des institutions pour qu'elles répondent aux nécessités du monde. »

Il ajoute que si la morale, la compassion, la décence et la sagesse sont constitutives de toute civilisation, le développement de ces valeurs positives est entravé par nos émotions contre-productives.
Il termine son introduction en résumant ainsi sa démarche : 

« [Dans ce livre,] j'explique les différentes notions du bouddhisme pour discerner l'origine mentale de nos propensions nocives à l'avidité ou à la haine. Et je propose quelques pratiques bouddhistes pour les éliminer, en les remplaçant dans nos cœurs par la perspicacité (ou vue profonde) et l'amour. »

### Les parties
La première partie (« Le besoin de perspicacité ») relève que s'il est nécessaire de s'affranchir de l'avidité et de la haine, cela ne suffit pas. Il convient aussi de reconnaître l'ignorance, qui est la manifestation de notre perception erronée de la réalité. Pour le dalaï-lama, l'ignorance est à l'origine de tous les défauts. Des exercices sont proposés pour appréhender cette erreur de jugement.
La seconde partie (« Leçon pour surmonter l'ignorance ») vise à éliminer cette erreur. En utilisant des expériences personnelles, le dalaï-lama explique comment, par la pratique d'exercices, ôter l'illusion recouvrant l'essence de l'existence. Il explique comment faire preuve dans notre vie d'un comportement basé sur une vision plus réaliste. Cela incite à mieux comprendre l'interdépendance entre les phénomènes, et mieux apprécier les relations interindividuelles, améliorant ainsi la vie quotidienne,.
Dans la troisième partie (« Exploiter le pouvoir de la concentration et de la perspicacité »), le dalaï-lama indique comment utiliser le pouvoir de la méditation pour se fondre dans notre nature, et dissiper ainsi le problème de l'ignorance. Les quatrième et cinquième parties (« Comment mettre un terme à l'aveuglement » ; « Voir les êtres et les choses tels qu'ils existent ») décrivent les autres et les phénomènes, non pas tels que nous les présumons, mais dans leur réalité. La sixième partie (« Approfondir l'amour avec la vue profonde ») aborde l'état d'esprit où la prise de conscience de la vanité des poisons mentaux mais aussi de la vérité agit pour renforcer l'amour.
Le Dalaï Lama note au début du chapitre XXI — et cela pourrait servir de conclusion : 

« Bien qu'il soit nécessaire dès le début d'avoir une forte volonté pour arriver à développer l'amour et la compassion, celle-ci n'est pas suffisante pour développer des comportements altruistes sans limites. La pratique de l’amour et la compassion doivent être effectuées grâce à la vue profonde. Quelle que soit la personne que vous voulez aider, sans vue profonde vous ne serez pas lucide sur le bénéfice de vos efforts. Combiner un cœur généreux avec un esprit bienveillant est la meilleure solution. Les deux vont agir de concert, et vous obtiendrez beaucoup. »

## Accueil critique
Jeffrey Hopkins voit dans ce livre reflète « une contribution du Tibet au patrimoine culturel de l'humanité. Il rappelle l'importance de ce pays pour la sauvegarde de cet héritage » où les enseignements du dalaï-lama s'enracinent, incitant à l'introspection et ouvrant à des pratiques méditatives fort nécessaires.
De son côté, Thubten Chodron (en) a donné plus d'une quarantaine de commentaires oraux sur l'ouvrage, entre 2012 et 2020.

### La lecture de C. Sandis
Pour Constantine Sandis (en) qui en donna une critique détaillée, Se voir tel qu'on est, 73e livre du dalaï-lama, est clairement écrit. Selon lui, le dalaï-lama se propose dans cet ouvrage d'expliquer le concept bouddhiste de Paticca Samuppada (la coproduction conditionnée) et ce qu'il implique sur la nature du soi, du monde et sur notre place dans celui-ci. Le dalaï-lama vise à aider le lecteur à surmonter sa déception qu'il prend pour la source fondamentale d'une variété d'« émotions destructrices qui conduisent à des actes contaminées par une perception erronée ». Les origines et la nature des conceptions erronées qui donneraient lieu à de telles émotions afflictives peuvent se comprendre dans le contexte de la tradition philosophique bouddhique dont proviennent les concepts du dalaï-lama.
Les écrits de la philosophie bouddhiste comportent cinq genres interdépendants :
- les Prajñāpāramitā Sutras, écritures concernant la perfection de la sagesse ;
- le Madhyamaka ou les Śunyavada Sutras, écritures préconisant un moyen terme entre le nihilisme et l'éternalisme comme méthode d'approche de Prajñāpāramitā ;
- les Vinaya Sutras, préconisant le code Théravada de règles strictes de la discipline monastique, le Patimokkha ;
- les Abhidharma Sutras, écritures métaphysiques visant une description systématique de tous les phénomènes, notamment dans le canon Tripitaka de l'école Théravada ;
- les Pramana Sutras, écritures traitant des sources de connaissances[13].

Bien qu'il s'inspire de ces cinq genres, l'ouvrage du dalaï-lama se fonde sur le Madhyamaka, philosophie selon laquelle la nature ou essence d'un phénomène est interdépendante de celle des autres. Cette vision exprimée par le philosophe bouddhiste indien Nagarjuna et son disciple Chandrakirti qui développa le Prasaṅgika (« conséquence logique ») qui établit la vérité ultime en éliminant dans un premier temps toutes les visions ayant des conséquences absurdes ou contradictoires. Contrairement à l'approche de Svatantrika, qui commence par des affirmations positives sur la nature des phénomènes (par exemple, ils peuvent posséder une existence inhérente sans posséder une existence absolue), cette méthode aboutit à des conclusions en éliminant des vues alternatives en utilisant des arguments de reductio ad absurdum. On peut y voir un parallèle à la méthode de Sherlock Holmes dans le roman d'Arthur Conan Doyle Le Signe des quatre : « Lorsque vous avez éliminé l'impossible, ce qui reste, même si c'est improbable, doit être la vérité ».

### Traduction
- Dalaï Lama (trad. de l'anglais : Alain Wang, éditeur intellectuel et avant-propos : Jeffrey Hopkins), Se voir tel qu'on est, Paris, Plon, 2007, 249 p. (ISBN 978-2-259-20502-3)
- Dalaï Lama (trad. de l'anglais : Alain Wang, éditeur intellectuel et avant-propos : Jeffrey Hopkins), Se voir tel qu'on est, Paris, Seuil, coll. « Points Sagesses » (no 248), 2025, 288 p. (ISBN 979-1-041-42133-6)